# Molophilus stylopappus
Molophilus stylopappus är en tvåvingeart som beskrevs av Alexander 1961. Molophilus stylopappus ingår i släktet Molophilus och familjen småharkrankar. Inga underarter finns listade i Catalogue of Life.